# Uberto Poggi
Uberto Poggi, né à Poggio, dans le duché de Lucques,  et mort peu après 14 mars  1058, est un  cardinal de l'Église catholique. 

## Biographie
Uberto Poggi est créé cardinal-évêque le 14 mars  1058 par Étienne IX, mais meurt peu après.